# Yakimivka (Melitópol)
Yakimivka (en ucraniano: Якимівка, romanizado: Yakymivka; en ruso: Акимовка, romanizado: Akimovka) es un pueblo ucraniano perteneciente al óblast de Zaporiyia. Situado en el sur del país, forma parte del raión de Melitópol y es centro del municipio (hromada) de Yakimivka.
La localidad está ocupada por Rusia desde marzo de 2022 en el marco de la invasión rusa de Ucrania. 

## Geografía
Yakimivka está ubicado a orillas del río Mali Utliuk.

### Clima
Yakimivka se encuentra en un clima continental templado con vientos secos pronunciados. La temperatura media en enero es -4,8°С y en julio es 32,5°С. La precipitación media anual es de 349 mm.

## Historia
Aquí hubo un pequeño aúl llamado Azberda hasta 1830, cuando la región estaba escasamente poblada y la mayoría de pobladores eran cabreros de Moldavia (que dejaron el aúl en 1830 para volver a las orillas del Danubio). En 1833, siete mordvinos de una secta iconoclasta del uyezd de Spassk, en la gobiernación de Tambov, se establecieron en estos lugares y otros campesinos llegaron en las siguientes dos décadas. El lugar fue nombrado en honor a Yakim Kolosov, ispravnik de la policía regional. En 1863 se convirtió en la capital del vólost y en ese momento, Yakimivka se convirtió en un importante mercado comercial de trigo. En 1874, se abrió una estación de trenes al sur del centro de la ciudad del pueblo. En 1913, la primera cosechadora combinada del Imperio ruso, traída por los estadounidenses a la exposición agrícola de Kiev, se probó en la estación de pruebas de maquinaria agrícola de Akimovka.
El poder bolchevique se instaló aquí en noviembre de 1917. Durante el Holodomor (1932-1933), murieron al menos 116 residentes del pueblo.
El pueblo fue ocupado durante la Segunda Guerra Mundial por el ejército alemán en 1941-1943. En este tiempo un grupo de jóvenes fue arrestado por el ocupante a principios de 1943, algunos fueron condenados a la horca, otros a la deportación a campos de concentración. 
El pueblo de Yakimivka tiene el estatus de asentamiento de tipo urbano desde 1957.
Hasta el 18 de julio de 2020, Yakimivka fue el centro del raión de Yakimivka. El raión fue abolido en julio de 2020 como parte de la reforma administrativa de Ucrania, que redujo el número de raiones del óblast de Zaporiyia a cinco. El territorio del raión de Yakimivka se fusionó con el raión de Melitópol.En 2023, Yakimivka perdió el estatus de asentamiento de tipo urbano en la legislación ucraniana debido a la eliminación de este estatus administrativo.
Durante la invasión rusa de Ucrania de 2022, las tropas rusas ocuparon militarmente el territorio y tras un tiempo, se reanudó la exportación de cereales ucranianos.

## Demografía
La evolución de la población de Yakimivka entre 1959 y 2021 fue la siguiente:
| 4711                                                          | 6742 | 13 034 | 12 832 | 12 832 | 6168 | 11 945 | 6112 | 11 481 | 11 274 |
| (Fuente: Cities & Towns of Ukraine y UKRAINE: Größere Städte) |      |        |        |        |      |        |      |        |        |

Según el censo de 2001, la lengua materna de la mayoría de los habitantes, el 93,54%, es el ucraniano; del 5,92% es el ruso.

## Infraestructura

### Transporte
Por Yakimivka pasa la carretera T-0820 y tiene una estación de tren en la línea Sebastópol-Járkiv.

## Galería

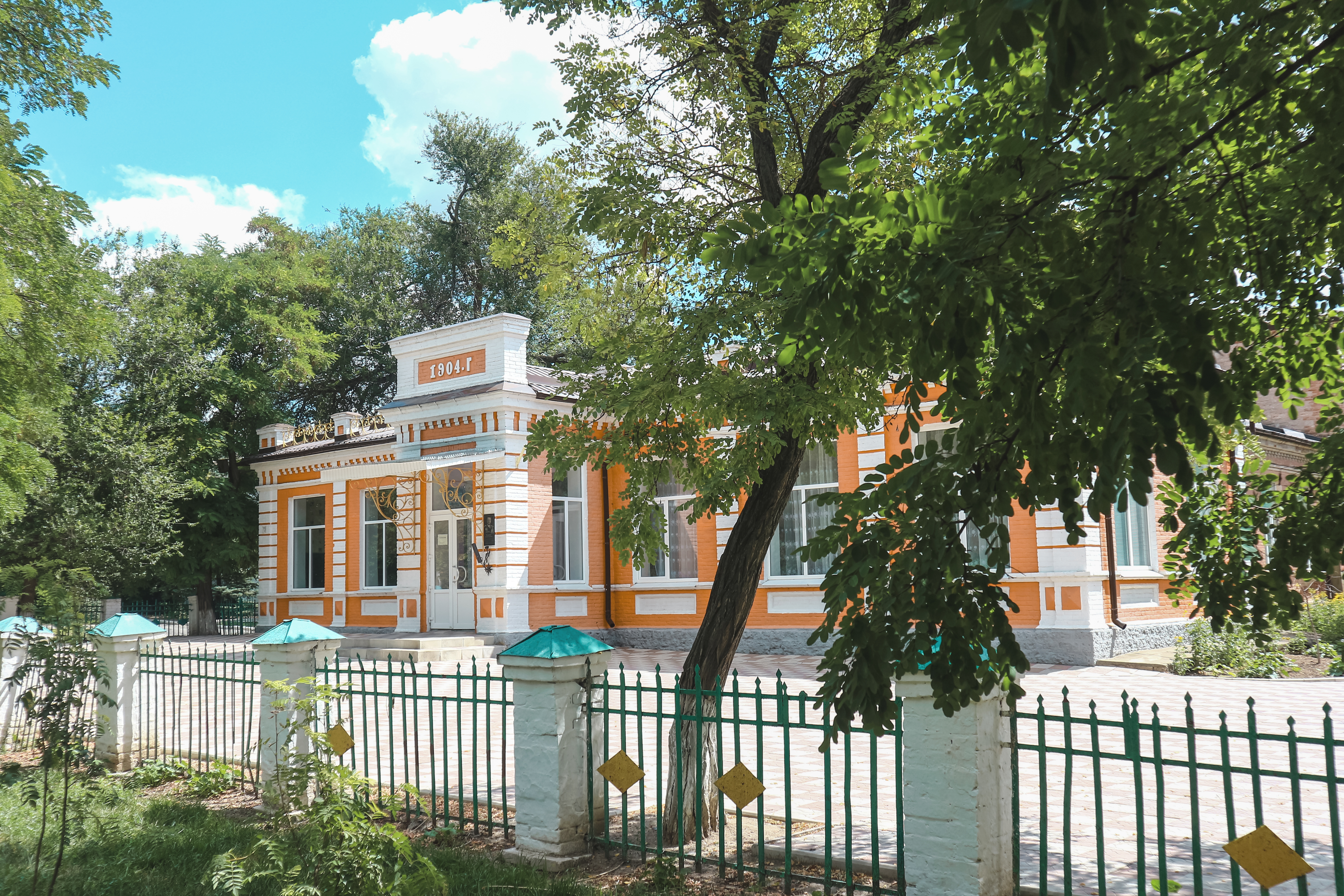
Antiguo instituto masculino, fundado en 1904.
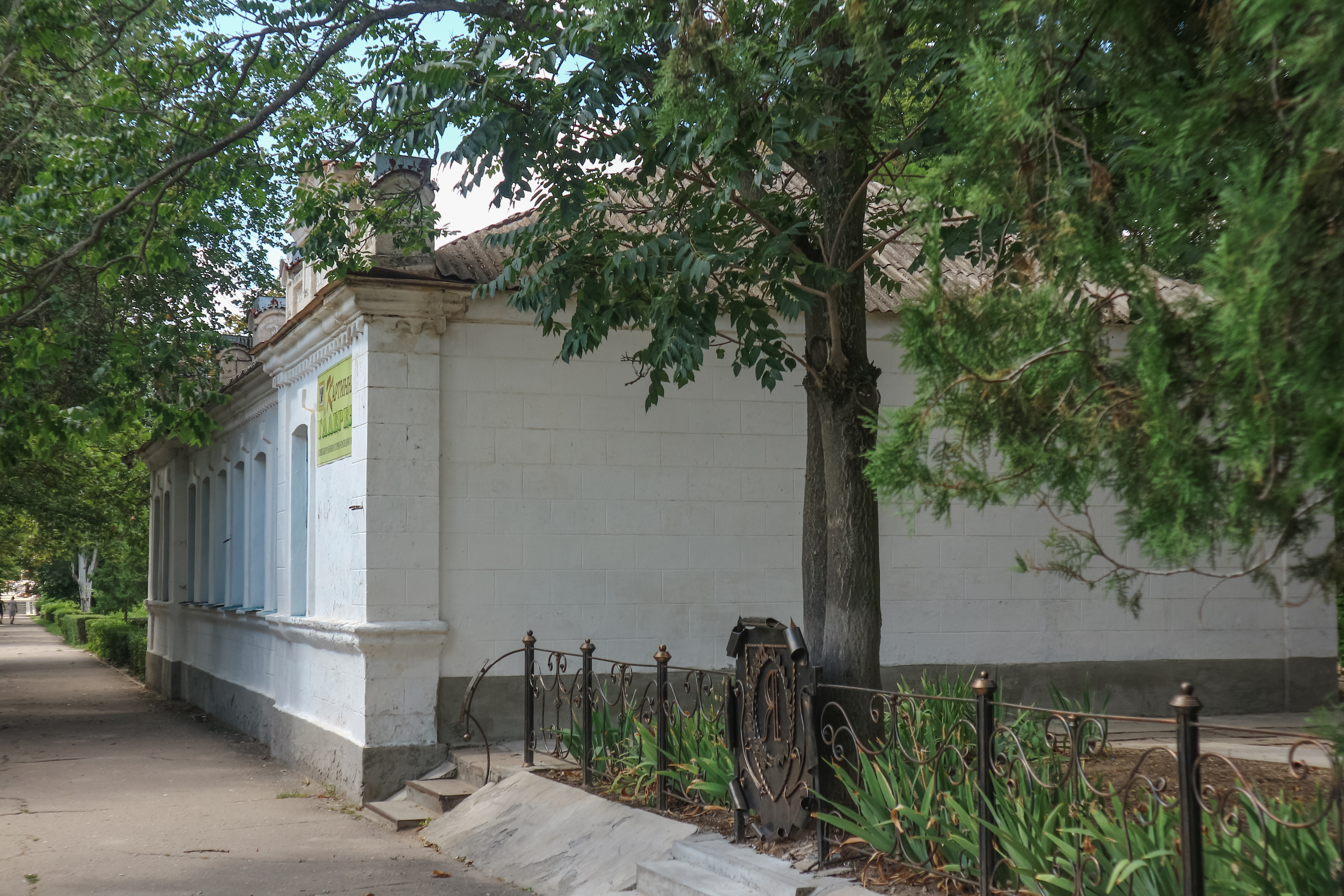
Museo de historia local.
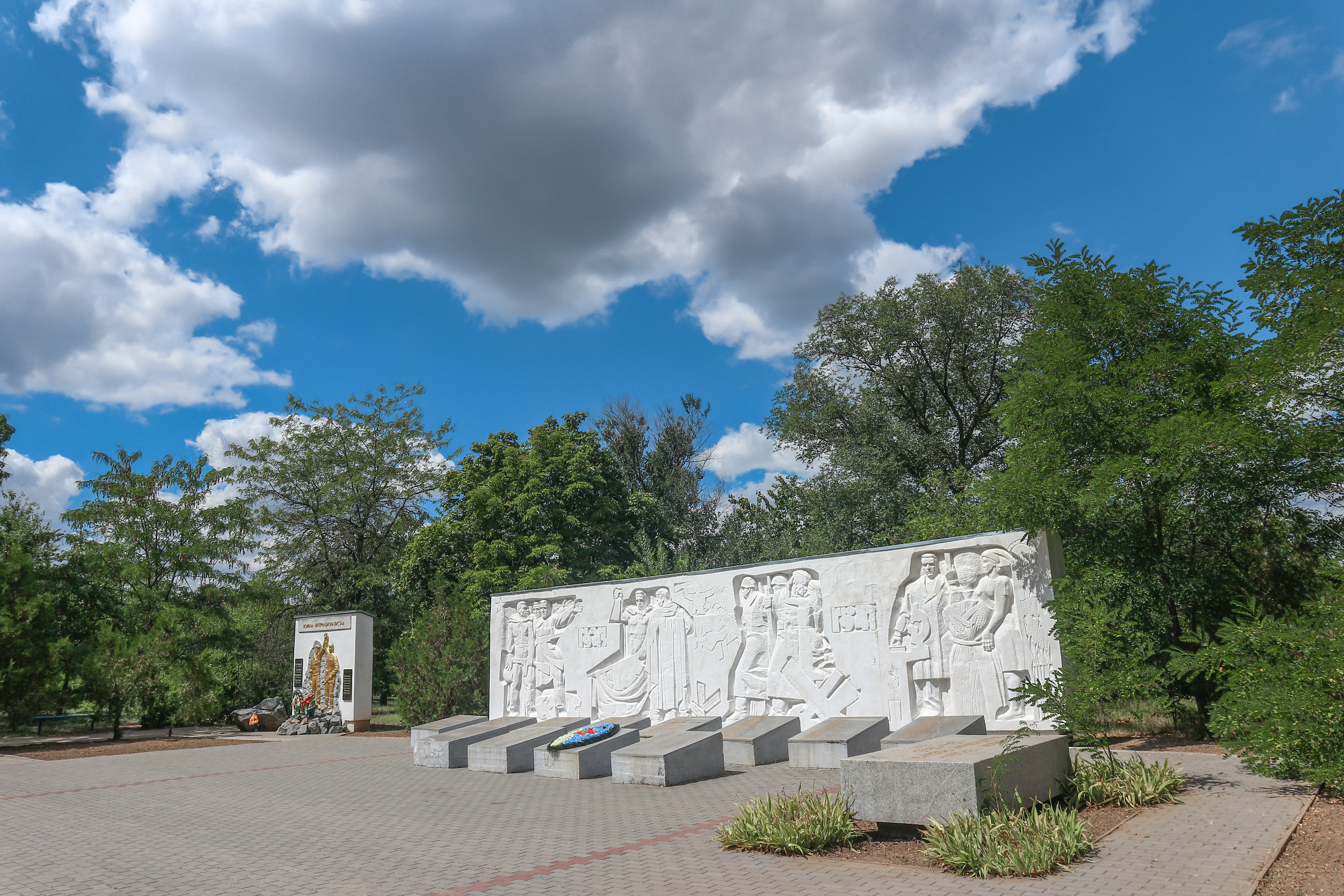
Monumento soviético de la Segunda Guerra Mundial
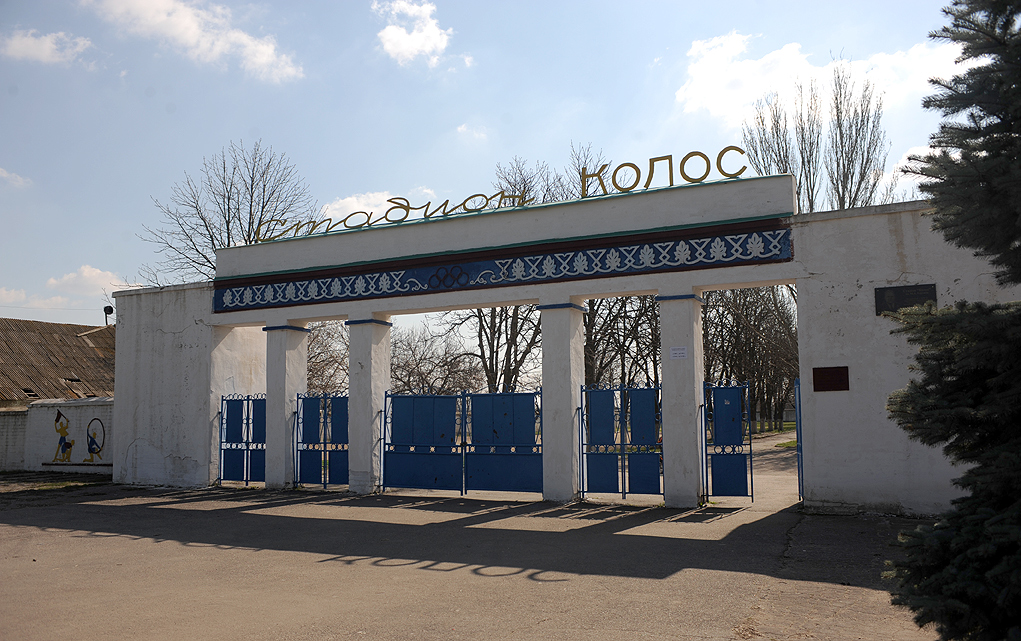
Entrada al estadio Kolos.
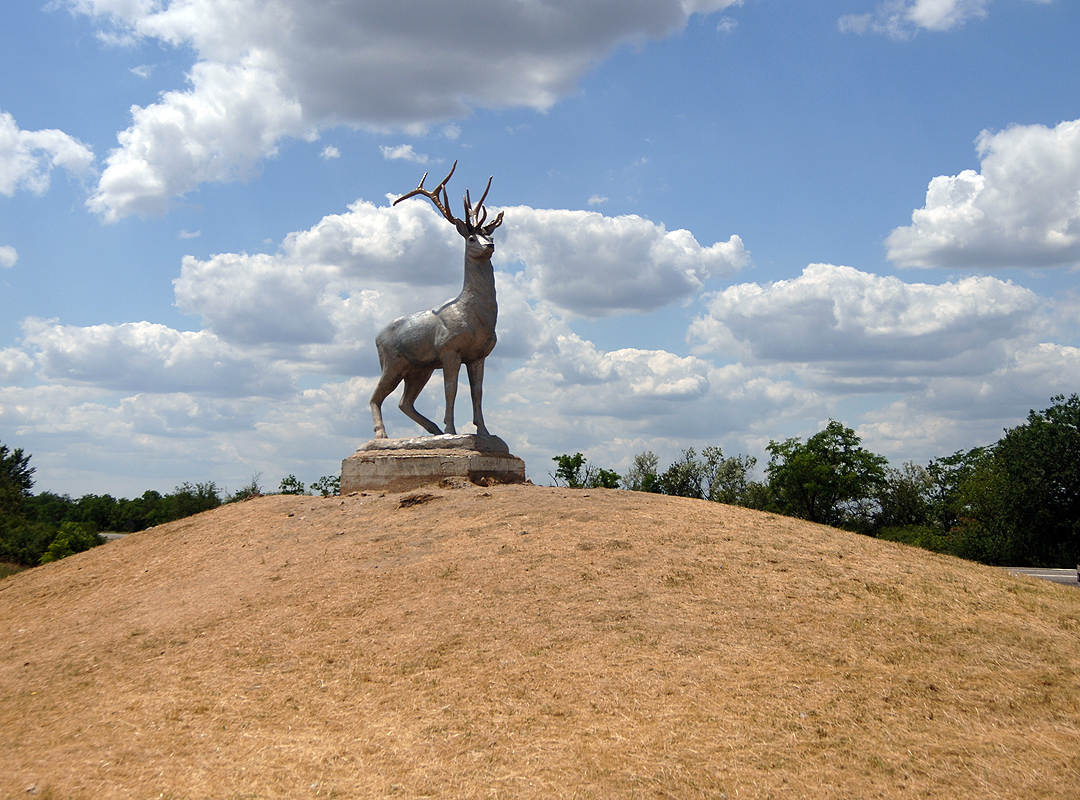
Ciervo de Yakimivka